# Żórawie
Żórawie [pronunciación en polaco: /ʐuˈravjɛ/] (Alemán Kronheide) es un pueblo ubicado en el distrito administrativo de Gmina Gryfino, dentro del Condado de Gryfino, Voivodato de Pomerania Occidental, en el norte de Polonia occidental, cercano a la frontera alemana. Se encuentra aproximadamente a 5 kilómetros al sureste de Gryfino y a 23 kilómetros al sur de la capital regional Szczecin.